# باشگاه ورزشی چوارقورنه
باشگاه چوارقورنه (به انگلیسی: Chwarqurna SC) نام باشگاه فوتبالی در لیگ برتر فوتبال کردستان عراق است.